# 하치로호
하치로 호(일본어: 八郎潟 하치로가타[*])는 아키타현에 있는 호수이다. 간척이 되기 전에는 면적 220km2로 일본에서 2번째로 큰 호수였지만, 1957년 간척사업을 시행한 후, 많은 부분이 육지로 변해있다. 현재 일본 호수중에는 18번째로 넓은 면적을 가지고 있다. 하치로 호(八郎湖), 하치로가타 잔존호(八郎潟残存湖)로 불리기도 한다.
좁게 본 하치로 호는 남동부의 하치로가타 조정지(八郎潟調整池)를 가리키고, 현재 하치로 호의 데이터는 이 하치로가타 조정지의 것이다.
반면, 넓게 본 하치로 호는 간척전의 하치로 호의 범위를 반영해 하치로가타 조정지, 동부 승수로, 서부 승수로를 포괄해 지징한 것이다. 2007년 12월 이들 담수의 범위를 하치로 호의 범위로 보아 호소수질보전특별조치법에 등재되어 있다.

## 지리
아키타현 서부, 오가반도에 있다. 하치로가타 조정지는 오가시, 가타가미시, 미나미아키타군 하치로가타정, 이카와정, 고조메정, 오가타촌에 걸쳐 있는 호수이다.
동부 승수로와 서부 승수로는 간척전의 호수 외주에 해당하는 부분으로 오가타 촌을 감싸고 있어 하치로가타 조정지와 합치면 담수면적은 48.3km2에 이른다.
원래는 바다와 이어진 기수호였지만, 하치로가타 방조수문에 의해 호수 안은 담수호로 변했다.

## 생태
일찍이 기수호였을 적에는 참재첩을 많이 잡았지만, 간척후 담수화가 되자 그 수량은 감소했다. 동절기에는 호면이 얼어 빙어 낚시를 많이 하지만, 배스 등의 외래종의 유입으로 이마저도 감소해 대책이 요구된다.
반면, 배스 등의 증가로 낚시애호가에서는 인기를 끌어 여름이면 관광객 다수가 방문한다.